# Vincenzo Cardarelli
Vincenzo Cardarelli (pe numele adevărat Nazareno Cardarelli) (n. 1 mai 1887, Tarquinia, Lazio, Regatul Italiei – d. 18 iunie 1959, Roma, Italia) a fost un poet și jurnalist italian.
Lirica sa are un caracter autobiografic.
A evocat peisajul italian în diferite anotimpuri, prin versuri de o muzicalitate deosebită.
Pentru activitatea sa, a primit Ordinul Italian de Merit ("Ordine al merito della Repubblica Italiana"). 

## Opera
- 1916: Prologuri ("Prologhi");
- 1925: Istorii și amintiri ("Favole e memorie");
- 1929: Soarele la zenit ("Il sole a picco");
- 1934: Zile pline ("Giorni in piena");
- 1924: Pământ natal ("Terra genitrice");
- 1936: Poezii ("Poesie");
- 1939: Cerul desupra orașelor ("Il cielo sulle città");
- 1946: Poezii noi ("Poesie nuove")
- 1948: Vila Tarantola ("Vila Tarantola"), pentru care a primit Premiul Strega
- 1962: Opere complete ("Opere complete").

Cardarelli a fost unul din întemeietorii revistei și grupării literare La Ronda, prin care a pledat pentru întoarcerea la clasicism și a impus ca model lirica lui Leopardi.